# 三重県道673号上友田円徳院線
三重県道673号上友田円徳院線（みえけんどう673ごう かみともだえんとくいんせん）は、三重県伊賀市を通る一般県道である。

## 概要
伊賀市上友田から伊賀市円徳院に至る。

### 路線データ
- 起点：伊賀市上友田（三重県道・滋賀県道50号伊賀信楽線交点、伊賀コリドール上）
- 終点：伊賀市円徳院（円徳院交差点、国道25号交点）
- 総延長：6,656 m

- 1959年（昭和34年）1月25日 - 路線認定[1]。
- 1963年（昭和38年）2月1日 - 車両制限令第5条第1項に基づき「自動車の交通量がきわめて少ないと認める道路」に全線が指定された[2]。

## 路線状況

### 重複区間
- 伊賀コリドール（伊賀市上友田（起点） - 伊賀市中友田）
- 三重県道・滋賀県道133号伊賀甲南線（伊賀市中友田 - 伊賀市下友田）

### 道路施設

#### 橋梁
- 鞆田橋（鞆田川、伊賀市）

### 通過するバス路線
以下の路線バスが通過する。
- 三重交通伊賀営業所
  - 26系統玉滝線（馬場 - 川合）
- 阿山行政サービス巡回車（コミュニティバス）
  - 河合丸柱線、玉滝線、河合線（阿山支所前のみ）
  - 内保線、鞆田線（中友田 - 馬場）

### 交通量
平日12時間交通量
| 地点       | 交通量  |
| ---------- | ------- |
| 伊賀市馬田 | 1,169台 |

## 地理

### 通過する自治体
- 三重県

- 伊賀市

### 交差する道路
| 交差する道路                                                               | 交差する場所 | 交差する場所        |
| -------------------------------------------------------------------------- | ------------ | ------------------- |
| 三重県道・滋賀県道50号伊賀信楽線 伊賀コリドール 重複区間起点               | 上友田       | 起点                |
| 三重県道・滋賀県道133号伊賀甲南線 重複区間起点 伊賀コリドール 重複区間終点 | 中友田       |                     |
| 三重県道・滋賀県道133号伊賀甲南線 重複区間終点                             | 下友田       |                     |
| 滋賀県道・三重県道49号甲南阿山伊賀線                                       | 馬場         | 馬場交差点          |
| 国道25号 / 伊賀街道・非名阪                                                | 円徳院       | 円徳院交差点 / 終点 |

### 交差する鉄道
- 関西本線

### 沿線
- 鞆田郵便局
- 伊賀市立鞆田小学校
- JAいがほくぶ 鞆田ふれあい店
- 伊賀警察署 河合警察官駐在所
- 伊賀市役所 阿山支所
- あやま保育所
- 伊賀市立河合小学校
- JAいがほくぶ 阿山支店